# Kenji Imai

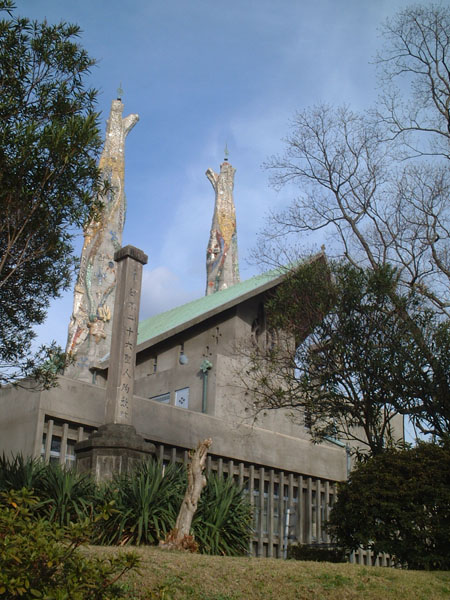
Iglesia de San Felipe de Jesús, en el Memorial a los 26 mártires de Japón (Nagasaki).

Kenji Imai  (今井兼次 Imai Kenji?) (Aoyama Gondawara, Tokio, 11 de enero de 1895 - ibídem, 20 de mayo de 1987) fue un arquitecto japonés. Convertido al catolicismo en 1948, fue bautizado como Juan de la Cruz.

## Biografía
Estudió Arquitectura en la Universidad de Waseda, donde se tituló en 1919. En 1926 viajó a Europa becado para estudiar las estaciones de metro europeas, entrevistándose con algunos de los mejores arquitectos europeos de la época, como Walter Gropius y Le Corbusier. Viajó a Barcelona para conocer a Antoni Gaudí, del que admiraba su obra, pero llegó poco después de la muerte del arquitecto; aun así, quedó profundamente admirado por la obra del creador de la Sagrada Familia, tanto que incluso se convirtió al catolicismo.
De vuelta a Japón, se convirtió en unos de los mejores estudiosos de Gaudí a nivel internacional, organizando exposiciones en su país sobre el maestro del modernismo en 1928 y en 1933. Desde 1952 fue catedrático en la Universidad de Waseda. También fue presidente de la sociedad Amigos de Gaudí en Japón.
Como arquitecto fue autor de: la biblioteca de la Universidad de Waseda (1925); el Memorial a los 26 mártires de Japón en Nagasaki (que incluye la Iglesia de San Felipe de Jesús, el Obispado, el Archivo y el Monumento a los 26 Mártires), Premio Nacional de Arquitectura de Japón en 1962, de claras influencias gaudinianas, destacando el uso del famoso trencadís del arquitecto reusense; y el Tokado Imperial Palace (Tokio, 1966).